# Paulino de Tiro
Paulino de Tiro foi o bispo de Antioquia por cerca de seis meses entre 324 e 325. Ele já havia sido anteriormente o bispo da cidade de Tiro e é considerado como sendo um simpatizante de Ário.

## Vida e obras
Nada se sabe sobre os primeiros anos de sua vida, exceto que ele era um presbítero na Igreja de Antioquia antes de se mudar para Tiro para assumir o episcopado. De acordo com Jerônimo, ele foi eleito para a sé de Antioquia após a morte de Filógono em 324 e é possível que ele tenha morrido já no ano seguinte. Seu sucessor, Eustácio foi o representante de Antioquia no Primeiro Concílio de Niceia, em 325
Paulino era considerado em alta estima por Eusébio de Cesareia, que lhe dedicou o volume 10 de sua História Eclesiástica. Eusébio de Nicomédia contava com Paulino entre os simpatizantes de Ário em uma carta trocada entre eles e preservada por Teodoreto.
Paulino de Tiro não deve ser confundido com Paulino de Antioquia, que assumiu o cargo de patriarca de Antioquia em 371.